# Зиглин, Лев Александрович
Лев Александрович Зиглин (1918 — 1986) — советский учёный, доктор технических наук, лауреат Ленинской премии 1961 года.
Родился в 1918 году в Москве. Окончил Московский горный институт. Работал на угольной шахте в Тульской области. В 1940-е гг. в тресте «Болоховуголь».
В 1947 году вместе с А. И. Гиллером предложил конструкцию крепи Щ-48 (Щёкинская 1948 года) с оградительным перекрытием в виде отдельных секций на жестком основании, которая передвигалась при помощи прикрепленных к ее концам канатов. В 1949 г. разработан проект щита Щ-49, а затем Щ- 49-2, который вскоре был доработан и получил название Щ-50.
В 1950-е годы главный инженер шахты № 38 треста «Сталиногорскуголь».
С 1957 года работал в конструкторском отделе Подмосковного научно- исследовательского угольного института, который был реорганизован в Подмосковный научно-исследовательский и проектно-конструкторский институт (ПНИУИ), город Сталиногорск (Новомосковск).
В 1962 году защитил кандидатскую диссертацию в форме доклада «Выбор типа и основных параметров механизированной крепи для лав Подмосковного бассейна».
В 1970 году защитил докторскую диссертацию:
- Исследование и разработка технологии и средств комплексной механизации очистных работ на пологих пластах средней мощности применительно к условиям Подмосковного бассейна : диссертация … доктора технических наук : 05.00.00. — Москва, 1970. — 371 с. : ил.

Преподавал на кафедре строительства подземных сооружений и горных предприятий Московского горного института и кафедре ТПУ МВТУ.
Лауреат Ленинской премии 1961 года в составе авторского коллектива — за создание и внедрение в производство средств комплексной механизации очистных работ на шахтах Тульского экономического административного района.
Сочинения:
- Анализ надежности производственных процессов в лавах, оборудованных комплексами [Текст] : Учеб. пособие по курсу «Технология, механизация и организация производ. процессов при разработке пластовых месторождений» для студентов высш. учеб. заведений по специальности 0202 «Технология и комплексная механизация подземной разработки месторождений полезных ископаемых» / А. С. Бурчаков, Л. А. Зиглин, Б. И. Ярошевский ; М-во высш. и сред. спец. образования СССР. Моск. горный ин-т. — Москва : [б. и.], 1969. — 30 с. : граф.; 20 см.
- Технология, механизация и организация очистных работ при подземной разработке угольных месторождений [Текст] : Разд. «Технология концевых операций» : Учеб. пособие по курсу «Технология подземных горных работ» для специальности 0506, специализации «Эксплуатация горных машин и комплексов подземных разработок» / Л. А. Зиглин, В. Ф. Корягин ; М-во высш. и сред. спец. образования СССР. Моск. горный ин-т. — Москва : [б. и.], 1973. — 72 с., 9 л. черт. : черт.; 20 см.
- Механизированная щитовая крепь Щ-50 [Текст] / Л. А. Зиглин, А. И. Гиллер ; М-во угольной пром-сти СССР. Техн. упр. Центр. ин-т техн. информации. — Москва : [б. и.], 1955. — 32 с., 2 л. черт. : ил.; 22 см.
- Щитовые механизированные крепи на шахтах Подмосковного бассейна [Текст] / Л. А. Зиглин, глав. инж. шахты № 38 треста «Сталиногорскуголь». — Тула : Кн. изд-во, 1958. — 36 с. : ил.; 20 см.
- Подземный броненосец [Текст]. — Тула : Приок. кн. изд-во, 1965. — 59 с. : ил.; 16 см. — (Молодежи — об интересных предприятиях и производствах).